# 普里兹伦市镇
普里兹伦市镇（羅馬化：Opština Prizren），是科索沃普里茲倫區的一个市镇，行政中心为普里兹伦。市镇总面积为640平方公里，人口数量为177,781人（2011年）。